# Magnus Norman
Magnus Norman (født 30. maj 1976 i Filipstad, Sverige) er en tidligere svensk tennisspiller, der var professionel mellem 1995 og 2003. Han nåede igennem sin karriere at vinde i alt 12 singletitler, og hans højeste placering på ATP's verdensrangliste er en 2. plads, som han opnåede i juni 2000.

## Grand Slam
Normans bedste Grand Slam-resultat i singlerækkerne kom ved French Open, hvor han nåede finalen i år 2000. Her blev han dog besejret i 4 sæt af brasilianeren Gustavo Kuerten.